# Levi P. Morton
Levi Parsons Morton (Shoreham, 16 maggio 1824 – Rhinebeck, 16 maggio 1920) è stato un politico e diplomatico statunitense membro del Partito Repubblicano.
Fu Vicepresidente sotto la presidenza di Benjamin Harrison dal 1889 al 1893, in mezzo ai due mandati di Grover Cleveland.
Deputato dal 1879 al 1881, divenne in seguito Ambasciatore in Francia, fino al 1885.